# In the Night (The Weeknd)
"In the Night" is een single van de Canadese zanger The Weeknd. Het is de vierde single van zijn tweede studioalbum Beauty Behind the Madness.
Radio 538 verkoos de single in de eerste week van januari 2016 tot alarmschijf. De single was eind 2015 en in de eerste helft van 2016 in diverse landen een hit. In de Amerikaanse Billboard Hot 100 bereikte het nummer de twaalfde plaats. In de Nederlandse Top 40 de dertiende plaats, en in Vlaanderen plaats 29 in de Ultratop 50.

## Hitnoteringen

### Nederlandse Top 40
| Hitnotering: 09-01-2016 t/m 02-04-2016 | Hitnotering: 09-01-2016 t/m 02-04-2016 | Hitnotering: 09-01-2016 t/m 02-04-2016 | Hitnotering: 09-01-2016 t/m 02-04-2016 | Hitnotering: 09-01-2016 t/m 02-04-2016 | Hitnotering: 09-01-2016 t/m 02-04-2016 | Hitnotering: 09-01-2016 t/m 02-04-2016 | Hitnotering: 09-01-2016 t/m 02-04-2016 | Hitnotering: 09-01-2016 t/m 02-04-2016 | Hitnotering: 09-01-2016 t/m 02-04-2016 | Hitnotering: 09-01-2016 t/m 02-04-2016 | Hitnotering: 09-01-2016 t/m 02-04-2016 | Hitnotering: 09-01-2016 t/m 02-04-2016 | Hitnotering: 09-01-2016 t/m 02-04-2016 | Hitnotering: 09-01-2016 t/m 02-04-2016 |
| Week:                                  | 1                                      | 2                                      | 3                                      | 4                                      | 5                                      | 6                                      | 7                                      | 8                                      | 9                                      | 10                                     | 11                                     | 12                                     | 13                                     |                                        |
| -------------------------------------- | -------------------------------------- | -------------------------------------- | -------------------------------------- | -------------------------------------- | -------------------------------------- | -------------------------------------- | -------------------------------------- | -------------------------------------- | -------------------------------------- | -------------------------------------- | -------------------------------------- | -------------------------------------- | -------------------------------------- | -------------------------------------- |
| Positie:                               | 25                                     | 18                                     | 14                                     | 13                                     | 16                                     | 16                                     | 18                                     | 24                                     | 24                                     | 26                                     | 27                                     | 33                                     | 35                                     | uit                                    |

### NederlandseSingle Top 100
| Hitnotering: 09-01-2016 t/m 16-04-2016 | Hitnotering: 09-01-2016 t/m 16-04-2016 | Hitnotering: 09-01-2016 t/m 16-04-2016 | Hitnotering: 09-01-2016 t/m 16-04-2016 | Hitnotering: 09-01-2016 t/m 16-04-2016 | Hitnotering: 09-01-2016 t/m 16-04-2016 | Hitnotering: 09-01-2016 t/m 16-04-2016 | Hitnotering: 09-01-2016 t/m 16-04-2016 | Hitnotering: 09-01-2016 t/m 16-04-2016 | Hitnotering: 09-01-2016 t/m 16-04-2016 | Hitnotering: 09-01-2016 t/m 16-04-2016 | Hitnotering: 09-01-2016 t/m 16-04-2016 | Hitnotering: 09-01-2016 t/m 16-04-2016 | Hitnotering: 09-01-2016 t/m 16-04-2016 | Hitnotering: 09-01-2016 t/m 16-04-2016 | Hitnotering: 09-01-2016 t/m 16-04-2016 | Hitnotering: 09-01-2016 t/m 16-04-2016 |
| Week:                                  | 1                                      | 2                                      | 3                                      | 4                                      | 5                                      | 6                                      | 7                                      | 8                                      | 9                                      | 10                                     | 11                                     | 12                                     | 13                                     | 14                                     | 15                                     |                                        |
| -------------------------------------- | -------------------------------------- | -------------------------------------- | -------------------------------------- | -------------------------------------- | -------------------------------------- | -------------------------------------- | -------------------------------------- | -------------------------------------- | -------------------------------------- | -------------------------------------- | -------------------------------------- | -------------------------------------- | -------------------------------------- | -------------------------------------- | -------------------------------------- | -------------------------------------- |
| Positie:                               | 61                                     | 42                                     | 24                                     | 22                                     | 27                                     | 29                                     | 41                                     | 41                                     | 39                                     | 47                                     | 50                                     | 47                                     | 61                                     | 76                                     | 97                                     | uit                                    |

### NederlandseMega Top 50
| Positie: | 21 | 19 | 16 | 16 | 19 | 23 | 25 | 28 | 31 | 25 | 25 | 39 | 46 | 50 | uit |